# Wolfgang Schaller (Autor)
Wolfgang Schaller (* 20. April 1940 in Breslau) ist ein deutscher Kabarett-Autor. Von 1970 bis 2017 war er beim Dresdner Kabaretttheater Herkuleskeule tätig, von 1986 bis 2017 in leitender Funktion.

## Leben
Wolfgang Schaller war nach einem Studium am Lehrerinstitut Löbau und am Literaturinstitut „Johannes R. Becher“ in Leipzig Deutsch- und Musiklehrer und Leiter des Jugendkabaretts „Die Schrittlacher“ in Görlitz. Er wechselte nach Dresden und leitete das Kabarett „Die Lachkarte“ des Kombinats Robotron.
Seit 1970 ist Schaller Autor und Dramaturg am 1961 gegründeten Kabarett Herkuleskeule in Dresden, von 1986 bis 2017 war er künstlerischer Leiter und von 1997 bis 2012 Intendant des Kabaretts. Er schrieb über 50 Programme für die Herkuleskeule, davon zehn gemeinsam mit Peter Ensikat. Programme hießen z. B. „Bürger, schützt eure Anlagen“, „Auf Dich kommt es an, nicht auf alle“. Am 1. Januar 2020 übergab er seinem Sohn Philipp Schaller die Leitung der Herkuleskeule. Seine letzte Inszenierung ist „Verweile doch, noch bin ich schön“ 2023.
Zehn Jahre gab er gemeinsam mit Wolfgang Stumph und Rainer Schulze Programme.
Schaller schreibt seit 1991 regelmäßig satirische Kolumnen für die Sächsische Zeitung.
1988 wurde Schaller gemeinsam mit vier anderen Kabarettisten mit dem Nationalpreis der DDR für Kunst und Kultur und 2009 zusammen mit Peter Ensikat mit dem „Stern der Satire“ des Deutschen Kabarettarchivs ausgezeichnet. 2018 wurde Schaller von den Lesern der Zeitung Wochenkurier Dresden mit dem Titel „Dresdner des Jahres“ geehrt.
Schaller lebt in Dresden-Pillnitz und ist seit 1987 in zweiter Ehe mit der Kabarettistin Birgit Schaller (* 1961) verheiratet. Er hat vier Kinder, darunter die Kabarettisten und Autoren Ellen Schaller und Philipp Schaller.

## Bewertung
- „Er geht nicht den leichten Weg des bloßen Spaßmachers, sondern den schweren des politischen Satirikers.“ (Dieter Hildebrandt)[1]
- „Da war ein neuer Ton, ein ganz neuer Ernst hinter dem Spaß. Da machte endlich mal wieder einer Satire, bei der der Spaß aufhörte, harmlos zu sein.“ (Peter Ensikat)

## Werke
- Eh ichs vergesse. Satirische Zeitensprünge. Eulenspiegel-Verlag, Berlin 2020, ISBN 978-3-359-01179-8.
- Der Letzte macht das Licht an. Eulenspiegel-Verlag, Berlin 2004, ISBN 978-3-359-01612-0.
- Morgen war's schöner. Satiren. Eulenspiegel-Verlag, Berlin 2010, ISBN 978-3-359-02263-3.
- Zeitenwände: Atemlos durch die Macht und andere satirische Jahresringe. Eulenspiegel-Verlag, Berlin 2025, ISBN 978-3-359-03080-5.